# Радослав Хлапен
Радослав Хлапен је био војсковођа Душана Силног (краљ 1331—1346, цар 1346—1355) и српски обласни господар из друге половине 14. века, који је владао Бером, Воденом и Костуром, у Егејској Македонији. О његовом животу и владавини, сачувано је веома мало података, а био је оснивач Кучевишког манастира у Кучевишту код Скопља.

## Живот
Процењује се да је Радослав Хлапен рођен око 1322. године тј. почетком треће деценије 14. века.
Он је био војсковођа Душана Силног који је учествовао у његовим освајањима. Према наводима Јована Кантакузина (1347—1354), он је могао бити међу српским великашима, који су крајем јесени 1350. године, после његове успешне офанзиве у Егејској Македонији, дошли у Бер и понудили Кантакузину своју војну подршку, ако настави рат против цара Душана. Он за Хлапена каже да „заиста беше међу веома угледнима по роду близак Краљу (Душану), a имао је под собом и војску која није за потцењивање и велико имање“. Кантакузин у том тренутку није био спреман да започне са офанзивом, а већ наредне године је, према наводима „Јањинске хронике“, Хлапен освојио Бер и друге околне градове, које је Кантакузин заузео током 1350. године. Поједини историчари сматрају, да му је након тога Душан поверио управу над њима.
После његове смрти 1355. године, он је наставио да управља том облашћу, као обласни господар, који је формално признавао власт његовог сина и наследника Уроша (1355—1371). Његов непосредни сусед, господар Трикале цезар Прељуб је погинуо у борбама почетком 1356. године, а његова удовица Ирина, која је заједно са сином Томом потиснута из те области, преудала се за Хлапена, који је посинио младог Тому. Већ 1359. године, он је покренуо офанзиву на Тесалију, којом је тада владао Душанов полубрат Симеон Урош (1359—1370), током које је заузео тврђаву Дамасис, која се налазила на северу Тесалије. Ратне операције нису настављене, већ је дошло до мировних преговора који су се окончали договором према коме је Симеон уступио Хлапену Костур и област око њега, а његов посинак Тома је ожењен Симеоновом ћерком Маријом.
После Маричке битке 1371. године и пропасти Мрњавчевића, Хлапен је постао један од моћнијих обласних господара, пошто се њихов наследник и његов зет, краљ Марко (1371—1395), с обзиром на испражњеност његове територије након маричке битке уздао у његову помоћ у одбрани својих земаља. Не зна се када је тачно умро Радослав Хлапен, али је то, највероватније, било 1383. или 1385. године. Неизвесно је да ли су његове територије након његове смрти преузеле Османлије или Грци. Пре ће бити Грци с обзиром да Хлапен није био турски вазал а родбински је био повезан са Маријом Ангелином. Било како било Османлије су 1402. године ушле и запоселе Тесалију.
У свом браку са Ирином, Радослав је највероватније имао три ћерке:
- Јелену, која је била удата Марка Мрњавчевића
- Марију, која је била удата за цезара Алексија Анђела, господара Трикале
- ћерку непознатог имена, удату за Николу Багаса